# Diego García de Cáceres
Diego García de Cáceres (Cáceres, España, hacia 1517-Capitanía General de Chile, 1586) fue un conquistador español del siglo XVI.

## Biografía
Fue hijo de Diego García y Francisca Sánchez, quienes posiblemente se dedicaran al comercio por su condición de judíos conversos, según las manifestaciones del historiador chileno Carlos Larraín de Castro que hizo un estudio sobre las creencias religiosas de la mayoría de los capitanes que intervinieron en Chile con Pedro de Valdivia.
Intentando alejarse de su entorno, por razones religiosas, y buscando mejores horizontes, el 13 de abril de 1535, García de Cáceres, obtenía la licencia para embarcarse hacia el Nuevo Mundo y llegaba al territorio centroamericano de Veragua, que comprendía la vertiente atlántica, o caribeña, de Nicaragua, Costa Rica y Panamá, en la expedición conquistadora del que había sido nombrado gobernador de aquella comarca, el madrileño Felipe Gutiérrez y Toledo. 
Por las embarazosas condiciones del terreno, la escasez de alimentos, la belicosidad de los indígenas y la dureza del trato que les daba el gobernador a sus soldados y a los naturales de aquellos territorios, la expedición conquistadora terminó en una fracasada y desastrosa experiencia; de todas formas, el 8 de diciembre de 1535 y a duras penas, consiguieron fundar la ciudad de Concepción (poblamiento que no prosperó). Pero los indígenas no daban tregua a los españoles y éstos tuvieron que solicitar auxilio y refuerzos a la ciudad de Nombre de Dios.
En respuesta, le enviaron un navío y algunos hombres, pero el gobernador en vez de enfrentar la situación, prefirió abandonar el territorio y embarcando en el pequeño navío unos sesenta hombres de los suyos, dejando abandonados a los demás a merced de la indiada de aquellas costas. Felipe Gutiérrez desertó de su gobernación y dejó el cargo y se fue a Panamá, donde tomó un barco para ir a sumarse a las fuerzas peruanas de Francisco Pizarro.

## Nuevo rumbo conquistador
Aprovechando que desde las tierras peruanas Francisco Pizarro solicitaba refuerzos para repeler la rebelión general indígena promovida por Manco Inca, desde Panamá García de Cáceres también tomaba el rumbo sureño y en 1536 se incorporaba a la conquista del territorio peruano. participando en diferentes acciones contra los guerreros de Manco y en la conquista de los indios chiriguanos y de los temibles chunchos. 
A partir de 1540 se incorporaba a las fuerzas de Pedro de Valdivia para iniciar la reconquista de Chile que Diego de Almagro, había abandonado por la pobreza del territorio y la belicosidad de los indígenas araucanos. García de Cáceres, como compañero de confianza, participó al lado de Valdivia en las primeras expediciones de reconocimiento y después de los iniciales embates, en 1544 llegaron hasta las márgenes del río Maule. Posteriormente, y a las órdenes del capitán Juan Bautista Pastene, participó en la expedición marítima a la bahía de San Pedro. 
García de Cáceres fue uno de los hombres de confianza del conquistador de Chile, ya que según el historiador Jerónimo de Vivar, figuró en las acciones de política decisiva que llevó a cabo Pedro de Valdivia cuando determinó tomar partido a favor de la Corona durante la rebelión peruana que por motivos hegemónicos promovió Gonzalo Pizarro. 
Durante la organización de la ayuda que preparaba Valdivia a favor de las fuerzas reales para combatir a los de Gonzalo Pizarro, estando el barco en el puerto a la espera de embarcarse los 22 capitanes que voluntarios se habían ofrecido para combatir a Gonzalo Pizarro, Valdivia con un ingenioso engaño dejaba en tierra a sus hombres y con él se embarcaban solamente 8 capitanes de su máxima confianza que los había invitado a que les acompañaran hasta el puerto sin revelarles la idea preconcebida; entre estos 8 capitanes que embarcaron y que intervendrían en la guerra contra Gonzalo Pizarro, iba Diego García de Cáceres. 

## Regreso a Chile
Después de que Gonzalo Pizarro fuera vencido y ajusticiado en la batalla de Jaquijaguana, los conquistadores que fueron de Chile volvieron a sus territorios pero Diego García de Cáceres, entre otros, tuvo que someterse a un interrogatorio por parte de don Pedro de La Gasca para dilucidar la posición y lealtad de Valdivia a la Corona puesto que de ello dependía en confirmarlo o rechazarlo para su nombramiento de gobernador de Chile. Ante el clérigo La Gasca, García de Cáceres y los demás capitanes, confirmaron la intachable lealtad que Valdivia guardaba al Poder Real, y su oposición a la asonada rebelde que había protagonizado Gonzalo Pizarro.
Una vez que se encontraban de regreso en Chile, García de Cáceres emprendía sus acciones, y al lado de Valdivia participaba en la guerra del Arauco destacándose en todas las batallas, especialmente en la del río Biobío y en la de Millarapue en el interior de la Araucanía. Por sus numerosos y destacados servicios a la conquista de Chile, García de Cáceres era recompensado por Valdivia con la más extensa y mejor hacienda que se concedió en Sudamérica: la hacienda de Choapa. 
Ese incomparable y extenso latifundio se mantuvo casi inalterado hasta la reforma agraria de 1967, aproximadamente abarcaba desde el valle de Illapel hasta el Valle Hermoso, en la comarca de Valparaíso. Esta propiedad perteneció durante más de cuatro siglos a los descendientes del conquistador extremeño Diego García de Cáceres.
Sus terrenos en Santiago de Chile comprendían una casona hecha sobre una construcción inca en la esquina de las calles Puente y Catedral , en lo que ocupa actualmente el edificio de Correos de Chile. Al oeste ocupó una chacra en una quebrada situada al oeste de Santiago sobre lo que actualmente es la avenida Brasil.

## Militar y cabildante
Además de las numerosas prebendas que le concediera Pedro de Valdivia, García de Cáceres era persona respetada en la comunidad santiaguina, llegando a ocupar los cargos regidor perpetuo, alguacil mayor, alférez real, alcalde y procurador de Santiago 1541-1568; teniente de Gobernador y capitán general con los gobernadores García Hurtado de Mendoza y su coterráneo Alonso de Sotomayor; además interinamente ocupaba el cargo de gobernador 1583; 
Diego García de Cáceres se casó en Santiago de Chile con María de Osorio Paz y Castro y tuvieron los hijos siguientes: Leonor, Juana, Isabel, Beatriz y Mariana, entre otros, además de un varón que se llamó Juan Pérez de Cáceres, quien también abrazó la carrera militar. Antes de casar tuvo una hija natural mestiza llamada Catalina de Cáceres, tronco de la familia Carrera y la familia Montt. Aunque no se conocen datos de su fallecimiento, parece ser que Diego García de Cáceres muere en su hacienda de Illapel en 1586.